# Hausz an-Nufur
Hausz an-Nufur (arab. حوش النفور) – wieś w Syrii, w muhafazie Damaszek. W 2004 roku liczyła 363 mieszkańców.